# Formation de López de Bertodano
La formation de López de Bertodano est une formation géologique affleurant sur l'île Seymour, dans l'archipel de James Ross, sur la péninsule Antarctique. Les strates vont de la fin du Crétacé supérieur (étage du Maastrichtien) jusqu'au Danien inférieur (Paléocène), il y a environ entre 70 et 65,5 Ma (millions d'années).

## La limite Crétacé-Paléogène dans la formation

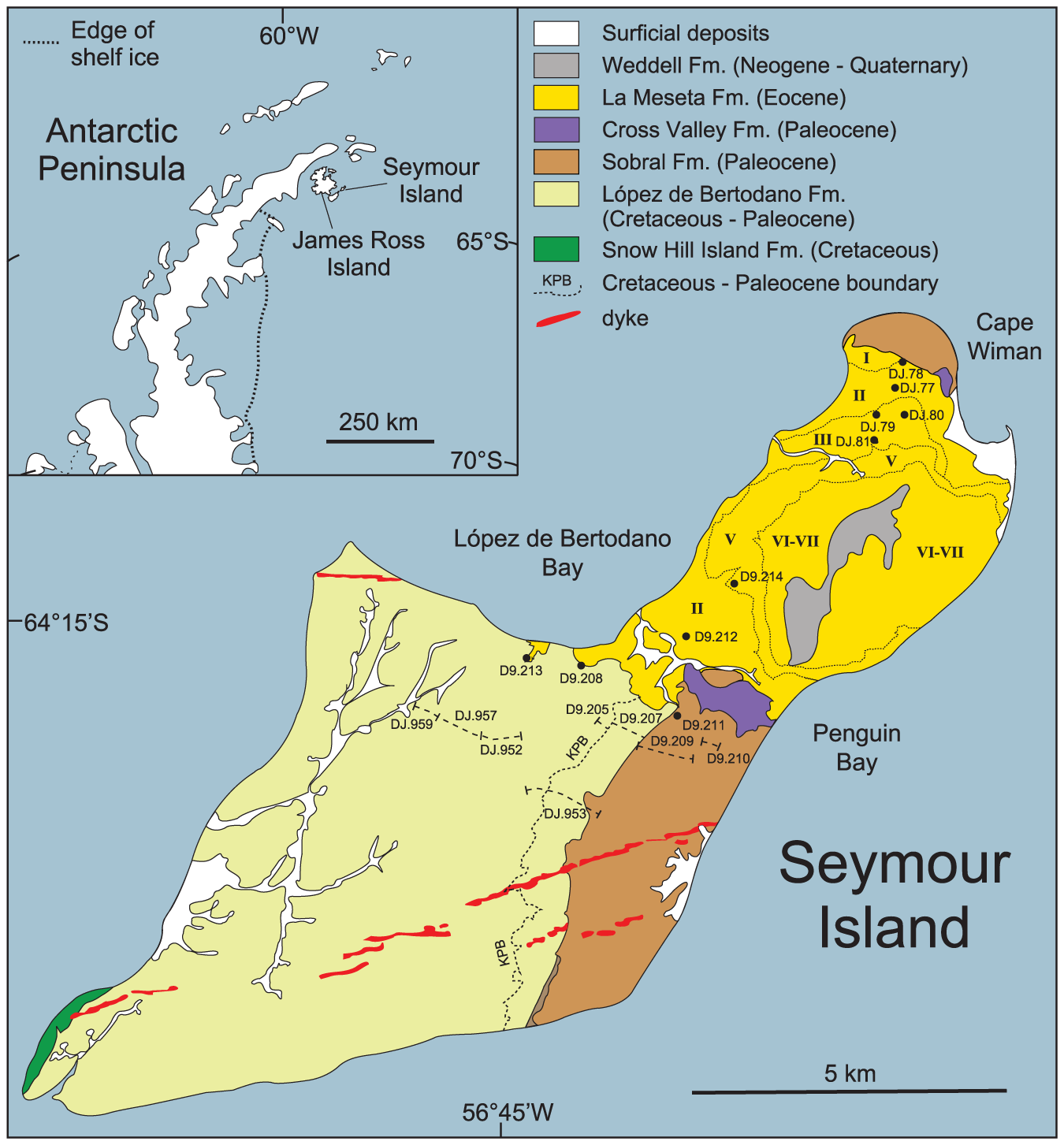
Carte géologique de l'île de Seymour : Antarctique et formation de Lopez en jaune clair, avec indication de la localisation de la limite K-Pg.

La limite Crétacé-Paléogène ou limite K-Pg (antérieurement limite Crétacé-Tertiaire ou limite K-T) s'étend sur l'île Seymour dans les niveaux supérieurs de la Formation de López de Bertodano.
On trouve une petite (mais significative) anomalie d'iridium à la limite de l'île Seymour, comme à des latitudes plus basses, que l'on pense être des retombées de l'impacteur de Chicxulub dans le golfe du Mexique.
Directement au-dessus de cette limite, se trouve une couche de fossiles de poissons, victimes d'un écosystème perturbé immédiatement après l'impact.
De multiples rapports ont décrit les preuves de changements climatiques en Antarctique avant l'extinction massive, mais la mesure dans laquelle ces changements ont affecté la biodiversité marine fait l'objet de débats.
Sur la base de vastes collections de fossiles marins de l'île de Seymour, des travaux récents ont confirmé qu'un événement unique et important, d'extinction massive, s'est produit à cette époque en Antarctique tout comme aux latitudes inférieures.

## Paléontologie
Des restes de dinosaures font partie des fossiles qui ont été découverts dans la formation.
Ils comprennent au moins deux, et probablement jusqu'à six lignées d'oiseaux incontestablement modernes : l'une apparentée aux Anatidae, une ou deux espèces de plongeons, un grand oiseau, peut-être incapable de voler, appartenant à une lignée aujourd'hui éteinte, ainsi qu'un crâne partiel qui pourrait appartenir à l'une ou l'autre des espèces plus petites ou en représenter une autre.
La formation contient également de nombreux fossiles d'invertébrés, dont des bivalves, des gastéropodes et des céphalopodes (ammonites et nautiles).
| Fossiles découverts dans la formation de López de Bertodano | Fossiles découverts dans la formation de López de Bertodano | Fossiles découverts dans la formation de López de Bertodano | Fossiles découverts dans la formation de López de Bertodano                                                                                        | Fossiles découverts dans la formation de López de Bertodano |
| Genre                                                       | Espèce                                                      | Partie découverte                                           | Description |                                                             |
| ----------------------------------------------------------- | ----------------------------------------------------------- | ----------------------------------------------------------- | --- | ----------------------------------------------------------- |
| Polarornis                                                  | P. gregorii                                                 | Crâne et squelette partiel, holotype                        | plongeon ? |                                                             |
| Polarornis                                                  | P. sp.                                                      | Squelette partiel incluant aile et membres postérieurs      | Peut-être une forme plus primitive avec une forte capacité de vol et des os plus légers.                                                           |                                                             |
| Vegavis                                                     | V. iaai                                                     | Squelette partiel, holotype                                 | Un ansériforme |                                                             |
| Vegavis                                                     | V. sp.                                                      | Fémur isolé                                                 | Initialement identifié comme fossile d'un Cariamiformes, mais réinterprété par la suite comme un fossile d'un Vegavis corpulent sans nom du genre. |                                                             |
| Conflicto                                                   | C. antarcticus                                              | Squelette partiel                                           | Un ansériforme |                                                             |
| Un Charadriiformes non décrit                               | Espèce sans nom                                             | Squelette partiel                                           | |                                                             |
| Indéterminé Neornithes                                      | Espèce sans nom                                             | Crâne partiel                                               | Lien indéterminé |                                                             |
| Morrosaurus                                                 | M. antarcticus                                              |                                                             | Un Ornithopoda iguanodon |                                                             |
| Non décrit hadrosauridé                                     | Espèce sans nom                                             | Dent isolée                                                 | |                                                             |
| Non décrit, non aviaire théropode                           | Espèce sans nom                                             | Fragments                                                   | |                                                             |